# Gâteau à la chantilly
Le gâteau à la chantilly (en anglais : Chantilly cake) peut désigner plusieurs gâteaux américains sans rapport entre eux.

## Types

### Hawaï
À Hawaï, le gâteau à la chantilly remonte aux années 1950. Habituellement, les gâteaux à la chantilly sont des gâteaux au chocolat avec un glaçage à la chantilly, qui est essentiellement le glaçage à la noix de coco d'un gâteau au chocolat allemand sans la noix de coco, contrairement à l'utilisation typique de la crème chantilly, qui fait référence à la crème fouettée sucrée.

### Sud des États-Unis
Dans le sud des États-Unis, en particulier en Louisiane, le gâteau à la chantilly peut faire référence à un gâteau éponge glacé recouvert de crème chantilly (crème fouettée) et de baies. 